# Bochumer Ring
Der Bochumer Ring war eine autobahnähnliche ca. 10 km lange Schnellstraße im Stadtgebiet von Bochum, seit der Aufstufung eines großen Teils zur A 448 ist er überwiegend Autobahn und nur noch zu einem kleinen Teil Schnellstraße. Er beginnt und endet an Auffahrten der nördlich der Bochumer Innenstadt verlaufenden A 40 und soll diese entlasten.
Der östliche Teil des Ringes war als Nord-Süd-Verbandsstraße NS VII vom Ruhrsiedlungsverband Ende der 1920er geplant worden. Sie sollte von Riemke aus östlich der Innenstadt nach Wiemelhausen verlaufen. Von dort sollte die Straße, dem heutigen Verlauf der Königsallee folgen, zur Ruhr gehen. Der westliche Teil war als NS VII e geplant. Von Weitmar war die NS VII g geplant, Verlauf der heutigen Hattinger Straße, welche in Linden auf die NS VII a, aus Wattenscheid kommend (später Zeppelindamm), treffen sollte und unter dieser Bezeichnung nach Hattingen gehen sollte (Wuppertaler Straße).
Der Teil von dem Ruhrschnellweg über Altenbochum nach Wiemelhausen auf der Höhe der Königsallee wurde in den 1960er gebaut. Damit sollten auch die Neuansiedlung von Opel sowie die geplante Ruhr-Universität besser angeschlossen werden.
Der Abschnitt zwischen dem Harpener Hellweg und der Königsallee ist Bestandteil der L 705. Die Teilabschnitte wurden nach den Bochumer Partnerstädten Sheffield, Oviedo, Nordhausen benannt.
Der westliche Teil, die sogenannte Westtangente wurde erst in den 1980er fertiggestellt. Dieses war unter anderem durch die Besetzung des zum Abriss bestimmten Heusnerviertel verzögert worden. Das Teilstück wurde an die Autobahn A 40 angeschlossen und wurde nach der Bochumer Partnerstadt als Donezk-Ring geführt.
Mit dem Bau des Autobahndreieck Bochum-West, dem sogenannten „Westkreuz“, begann der Umbau zur Autobahn. Damit verband man den zur A 448 aufgestuften Donezk-Ring mit der A 40. Seit der Benennung zur Autobahn 2015 fiel der Name Donezk-Ring weg.
2022 wurde beschlossen, Teile des bisherigen Sheffieldring nach Oviedo (südlich der Fußgängerbrücke Warthestr. bis südlich der Straßenbrücke Feldmark) und Donezk (südlich der Straßenbrücke Feldmark bis südlich der Straßenbrücke Wittener Str.) zu benennen. Der an den Bochumer Ring angeschlossene Opelring wurde in Tsukuba-Ring umbenannt. Als östliche Querverbindung des Bochumer Ringes mit der A 43 und A 44 entsteht zwischen Bochum-Laer und Bochum-Querenburg die sogenannte Opelspange. Der Baubeginn der Querspange begann 2012 und soll 2023 abgeschossen werden. Der westliche und südliche Teil des Bochumer Ringes ist dann direkt an die Autobahn angeschlossen.
Heute bilden die Bundesautobahnen A 40, A 43 und A 448 im Uhrzeigersinn einen Autobahnring um Bochum.

## Bilder

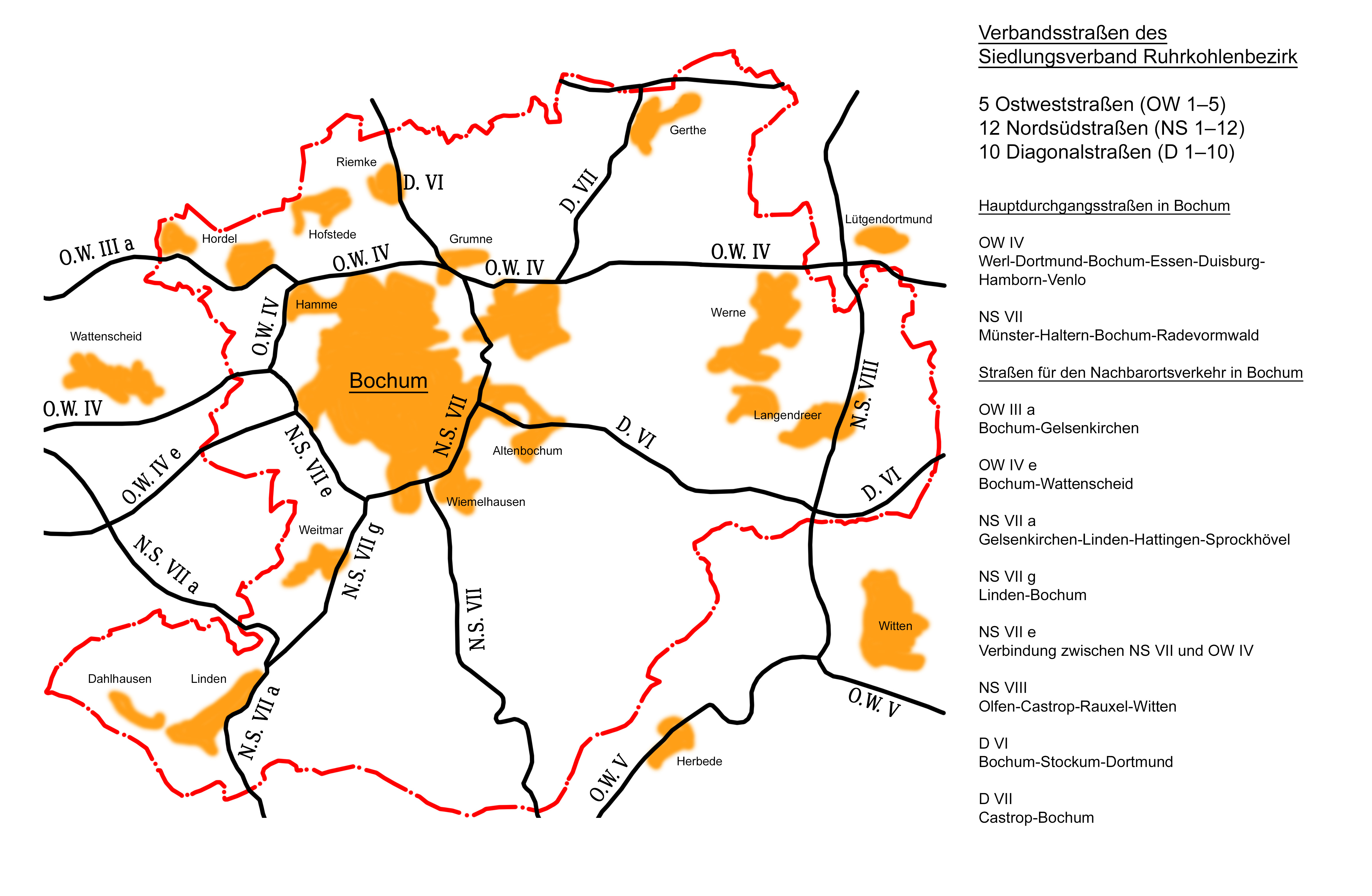
Planung und Bestand der Verbandsstraßen in Bochum und Wattenscheid in den 1930er
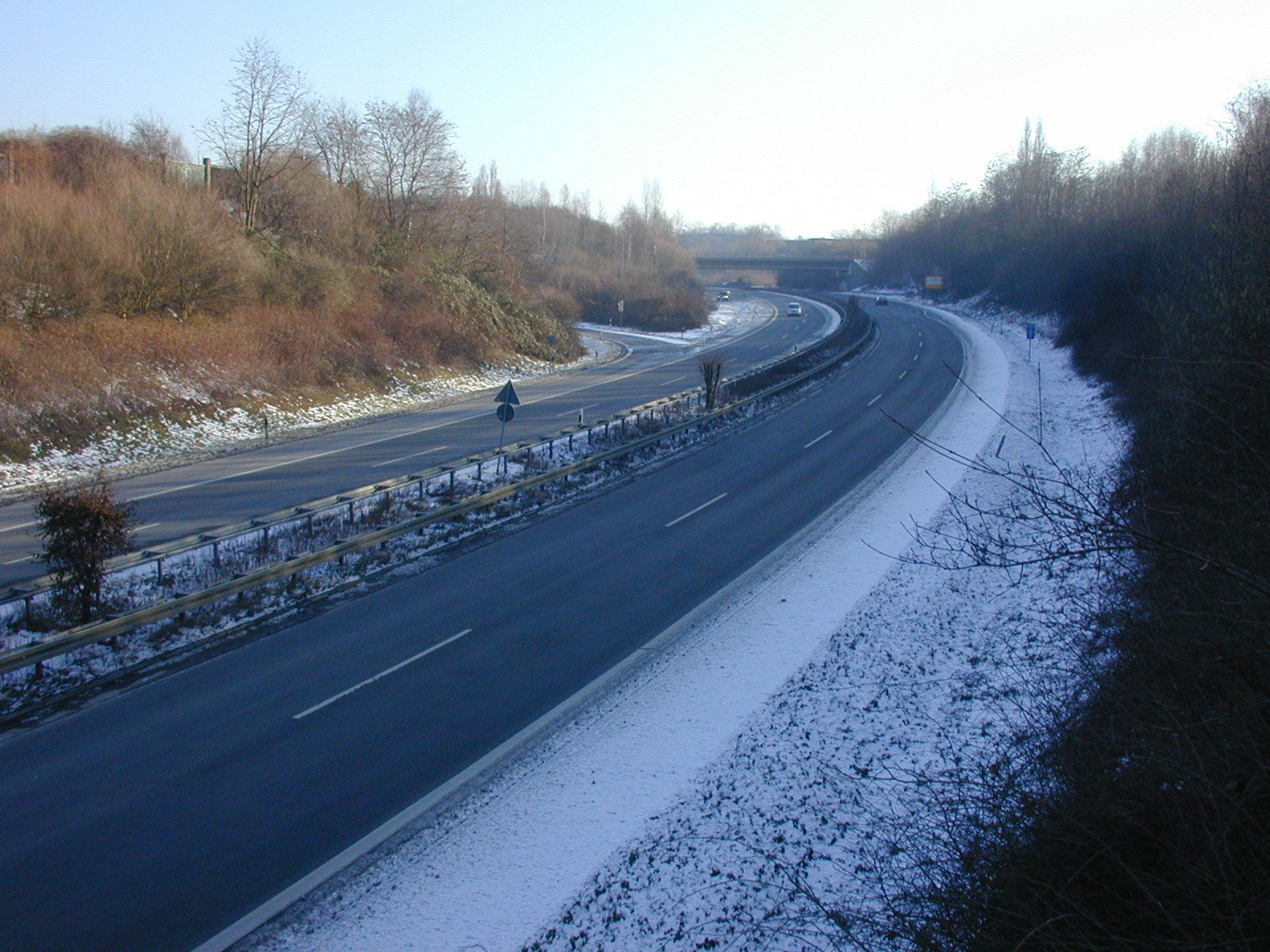
Bochumer Ring in Richtung des Heusnerviertel (2006)
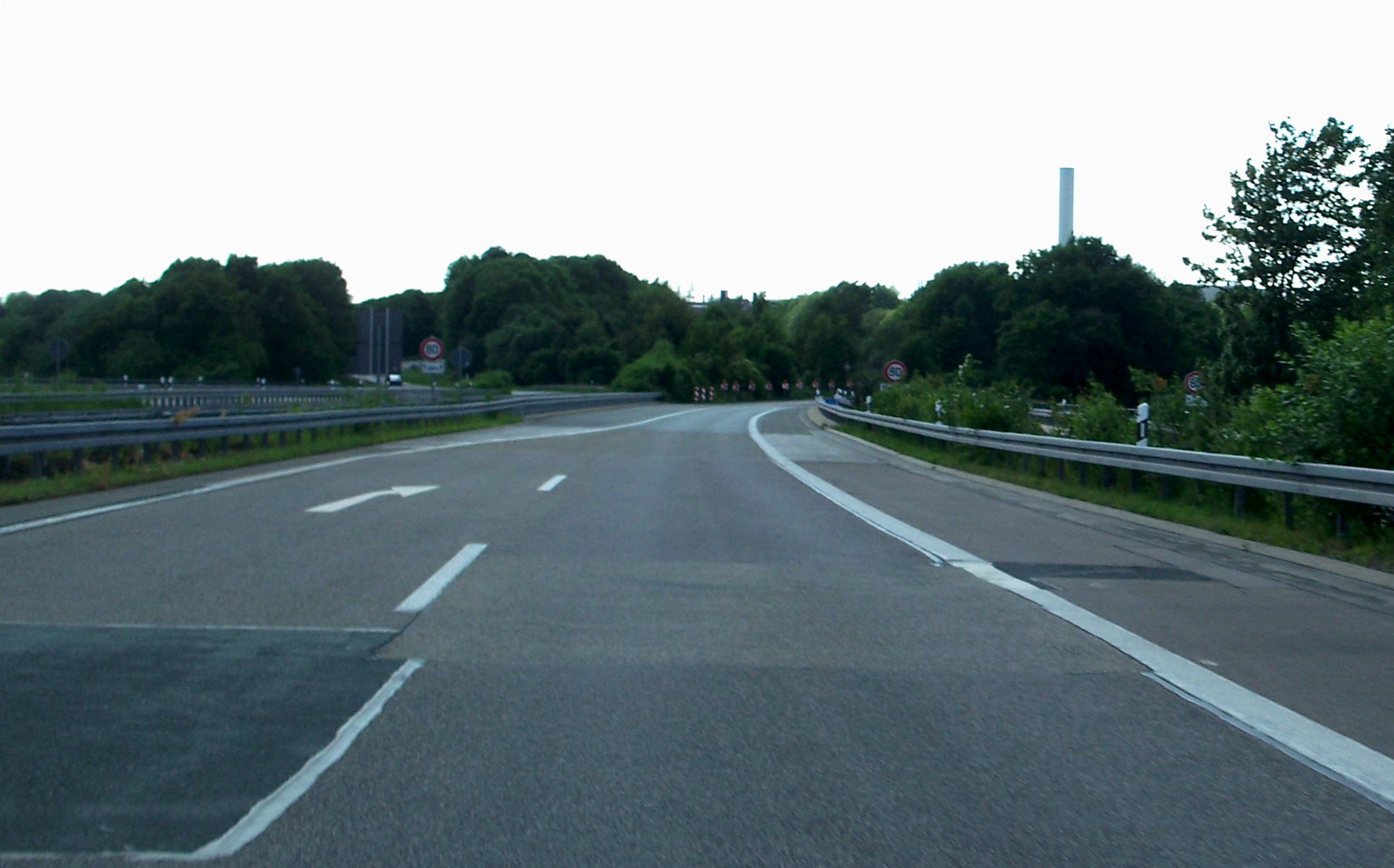
Ehemaliges Ausbauende der vormaligen BAB 44 in Bochum 2010, vor Baubeginn der BAB 448 (Opel-Querspange)
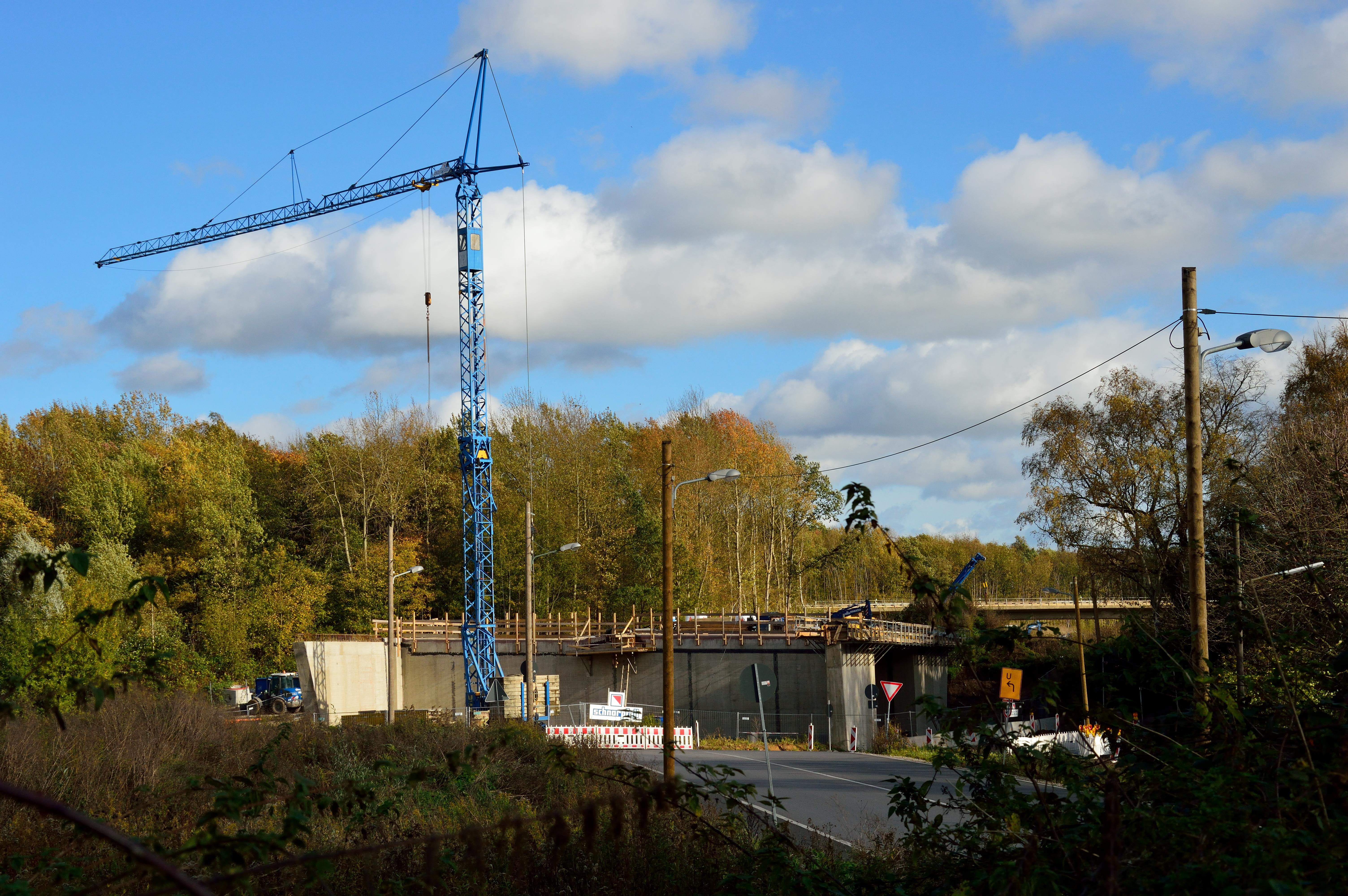
Opelspange Brückenbau Schattenbachstrasse (2013)